# Jagdalpur
Jagdalpur és una ciutat i municipalitat capital del districte de Bastar a l'estat de Chhattisgarh, Índia. Fou capital de l'estat de Bastar i residència del seu rajà. És prop del riu Indravati. Segons el cens del 2001 la població era de 73.687 habitants (1881: 4.294 habitants)

## Història
vegeu: Bastar

## Llocs d'interès
- Temple Danteshwari a uns 80 km, del segle xiv.
- Cascades Chitrakot de 29 m, a 48 km
- Coves de Kailash i Kotumsar Caves a 40 km
- Cascades Tiratgarh a uns 35 km dins el Parc Nacional de Kanger Valley
- Temple Sri Venkateshwara Swamy a la ciutat
- Palau de Bastar construït a la ciutat quan la capital de Bastar va passar de Barsur a Jagdalpur. Encara hi resideix la família reial.
- Museu antropològic
- Llacs Ganga Munda i Dalpat Sagar als afores de la ciutat